# 唐納德 (蒙大拿州)
唐納德（英語：Donald）是位於美國蒙大拿州傑佛遜縣的非建制地區。

## 地理
唐納德所處的海拔為高於海平面1922米（即6306英呎），而該地所採用的時區為UTC-6，即北美山地時區（MST）。同時該地設有夏令時間，為UTC-7調快一小時，即UTC-6（MDT）。